# Warhawk (videogioco 2007)
Warhawk è il remake di un omonimo videogioco sparatutto di combattimento pubblicato come titolo di lancio con la console PlayStation 3. Il gioco funziona unicamente in modalità multiplayer e permette di gestire aeroplani, carroarmati e jeep. Inizialmente il gioco doveva avere anche una modalità di gioco a singolo giocatore ma in seguito gli sviluppatori decisero di eliminare questa modalità essendo nettamente inferiore alla componente multiplayer.

## Modalità di gioco
Il mondo di Warhawk è costituito da due fazioni avversarie chiamate Eucadia e Chernova, otto vaste mappe, sei modalità di gioco (Deathmatch, deathmatch a squadre, zone, cattura la bandiera, eroe, raccolta) e 32 giocatori in contemporanea sul server. Basilarmente, Warhawk è basato sull'azione, e non necessita di particolari pianificazioni strategiche. Oltre all'azione pedestre c'è la possibilità di utilizzare in qualsiasi momento veicoli terrestri e aerei: jeep 4×4 agili e veloci, carri armati lenti ma letali e il Warhawk, particolare velivolo visibile sulla copertina del gioco.
È presente una meccanica rock-paper-scissors, con ogni arma/veicolo più forte contro certi bersagli e più debole contro altri, e con pregi e difetti per ogni singolo oggetto utilizzabile.
Appena avvenuto il respawn il giocatore si ritrova con pistola di ordinanza, pugnale e due granate, ma sparse per le mappe si trovano un totale di sette armi di tipo aereo, nove di tipo terrestre, e tre diversi tipi di torrette.

### Modalità di gioco
- DeathMatch, la partita non è divisa in squadre e consiste nel uccidere più giocatori possibile.
- DeathMatch a squadre, come il DeathMatch solo che questa modalita è divisa in squadre.
- Zone,dove si lotta contro la squadra avversaria per il controllo di piccole basi.
- Cattura la Bandiera, consiste nel prendere la bandiera avversaria e portarla alla propria, molto simile alla classica modalità capture the flag.
- Eroe, dove un personaggio per squadra diventa eroe a tempo limitato finché non scade il tempo (1 minuto) o finché muore. L'eroe è più potente e infligge più danni e ne subisce di meno (tranne che dall'altro eroe).
- Raccolta, consiste nel trasportare dei nuclei nella propria base per accumulare punti

## Versioni
Il gioco è venduto tramite il PlayStation Network e tramite i tradizionali canali di vendita su supporto Blu-ray. I giochi venduti tramite PlayStation Network normalmente possono essere condivisi tra altre cinque console PlayStation 3 che possono eseguire i titoli in contemporanea, ma Sony ha introdotto delle maggiori restrizioni per Warhawk. Il gioco potrà essere condiviso ancora tra 5 console, ma mentre una console esegue il titolo alle altre console è impedito la sua esecuzione ed inoltre una sola console può eseguire il titolo nell'arco delle 24 ore. La versione venduta in negozio non è soggetta a limitazioni.